# Grimpar tacheté
Xiphorhynchus erythropygius
Espèce
Répartition géographique
Statut de conservation UICN

 LC  : Préoccupation mineure
Le Grimpar tacheté (Xiphorhynchus erythropygius) est une espèce d'oiseaux appartenant à la famille des Furnariidae.

## Habitat
Il vit dans les forêts humides de plaine ou de montagne subtropicales et tropicales.

## Répartition et sous-espèces
Selon la classification de référence du Congrès ornithologique international (15.1, 2025) il se répartit en cinq sous-espèces (ordre phylogénique) :
- X. e. erythropygius (Sclater, 1860) — est et sud du Mexique ;
- X. e. parvis Griscom, 1937 — du sud du Mexique au nord du Nicaragua ;
- X. e. punctigula (Ridgway, 1889) — du sud du Nicaragua au centre du Panama ;
- X. e. insolitus Ridgway, 1909 — du Panama au Chocó-Magdalena et serranía de San Lucas ;
- X. e. aequatorialis (Berlepsch & Taczanowski, 1884) — El Chocó (sud).